# Hundiglar
Hundiglar (Erpobdellidae) är en familj sötvattenlevande parasitiska iglar.